# Bảo tàng khu vực Kalisz

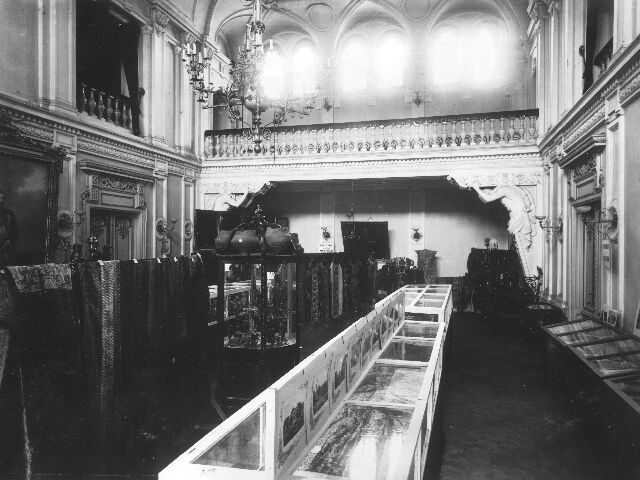
Một triển lãm Khảo cổ trong Bảo tàng

Bảo tàng khu vực Kalisz (Muzeum Okręgowe Ziemi Kaliskiej) nằm ở số 12 đường Kościuszki, thành phố Kalisz, tỉnh Wielkopolskie, Ba Lan. Đây là một tổ chức văn hóa của tỉnh Wielkopolskie, được thành lập năm 1906, với tư cách là Bảo tàng Khảo cổ học ở Kalisz, được đưa vào Đăng ký Bảo tàng Nhà nước (số 38) năm 1998; Bảo tàng khu vực Kalisz một trong những bảo tàng khu vực lâu đời nhất ở Ba Lan, ghi lại lịch sử của Kalisz (phía đông Wielkopolska).

## Lịch sử
Trước đó, vào năm 1883, trong tài liệu của tờ báo "Kaliszanin" đã xuất hiện ý tưởng về việc thành lập một bảo tàng ở khu vực Kalisz. Đến năm 1900, một triển lãm dành cho khảo cổ học và nghệ thuật đã được trưng bày trong tòa thị chính mới được xây dựng ở Kalisz. Năm 1906, Hiệp hội Xúc tiến Công nghiệp và Thương mại với bộ sưu tập của mình đã quyết định thành lập một Bảo tàng lịch sử ở địa phương với mục đích phục vụ cho Giáo dục, Bảo tàng được thành lập tại chi nhánh địa phương của Hiệp hội Du lịch Ba Lan. Sau nhiều năm mở rộng và chuyển giao các bộ sưu tập của tất cả các tổ chức, cá nhân, vào tháng 4 năm 1914, Bảo tàng đã mở triển lãm đầu tiên để cung cấp cho du khách với tên Bảo tàng khu vực Kalisz. Chiến tranh thế giới thứ hai bùng nổ, Bảo tàng đã ngừng hoạt động. Sau khi kết thúc chiến tranh, các bộ sưu tập của Bảo tàng đã dần được xây dựng lại. năm 1948, triễn lãm sau chiến tranh đầu tiên được khai trương. Đến năm 1953, Bảo tàng đã được chuyển đến tòa nhà ở số 12 đường Kościuszki cho đến bây giờ.

## Bộ sưu tập
Một trong những sưu tập đáng chú ý nhất của Bảo tàng phải kể đến "Kho báu Słuszków", đây là một kho báu được được tìm thấy vào năm 1935, chứa nhiều kho báu tiền xu nhất ở Ba Lan.
Các khu trừng bày của Bảo tàng được chia thành các khu vực riêng. Cụ thể một phần dành cho nghiên cứu khảo cổ học của các khu vực xung quanh (một bộ sưu tập đá, kho kim loại, thiết bị cho lăng mộ, di tích liên quan đến việc phát triển các khu định cư); một phần dành cho nghiên cứu dân tộc học (đồ sùng đạo, trang phục, dụng cụ gia đình và thủ công mỹ nghệ...); một phần dành cho triễn lãm nghệ thuật và các bộ sưu tập liên quan đến Kalisz.